# Saison 7 des 100
Chronologie
Saison 6
La septième et dernière saison des 100 (The 100), série télévisée américaine, est constituée de seize épisodes et a été diffusée du 20 mai 2020 au 30 septembre 2020 sur The CW, aux États-Unis.

## Synopsis
La septième saison se passe 132 ans après que les Cent ont été envoyés sur Terre. Durant cette dernière saison, les mystères de l’anomalie seront résolus une bonne fois pour toutes. Sur la lune nommée Alpha, Clarke et ses amis auront la lourde tâche de restaurer la paix tout en gérant les crimes de Russell Prime, des criminels d’Eligius et les revendications des Enfants de Gabriel ; cependant la paix ne se fait point lorsque des habitants d’une autre planète appelée Bardo apparaissent.

## Distribution

### Acteurs principaux
- Eliza Taylor (VF : Karine Foviau) : Clarke Griffin
- Bob Morley (VF : Alexandre Guansé) : Bellamy Blake (épisodes 1, 5, 7 et 11 à 13)
- Marie Avgeropoulos (VF : Alice Taurand) : Octavia Blake
- Lindsey Morgan (VF : Daniela Labbé-Cabrera) : Raven Reyes
- Richard Harmon (VF : Alexis Tomassian) : John Murphy
- Tasya Teles (VF : Ludivine Maffren) : Echo
- Shannon Kook-Chun (VF : Julien Crampon) : Jordan Green
- J. R. Bourne (VF : Eric Aubrahn) : Russell Lightbourne VII / Sheidheda
- Chuku Modu (VF : Jim Redler) : Gabriel Santiago (épisodes 1 à 14)
- Shelby Flannery (VF : Peggy Martineau) : Hope Diyoza

### Acteurs récurrents
- Adina Porter (VF : Maïk Darah) : Indra
- Luisa D'Oliveira (VF : Olivia Luccioni) : Emori
- Sachin Sahel (VF : Stéphane Fourreau) : Eric Jackson
- Jarod Joseph (VF : Romain Altché) : Nathan Miller
- Jessica Harmon (VF : Armelle Gallaud) : Niylah
- Tati Gabrielle (VF : Youna Noiret) : Gaia
- Lola Flanery (VF : Fanny Bloc) : Madi Griffin
- Ivana Miličević (VF : Marie Bouvier) : Charmaine Diyoza (épisodes 2 à 10)
- John Pyper-Ferguson (VF : Stéphane Ronchewski) : Bill Cadogan
- Alaina Huffman (VF : Marie Bouvet) : Nikki
- Chad Rook (VF : Yann Guillemot) : Hatch
- Jason Diaz : Levitt
- Lee Majdoub (VF : Jérémy Prévost) : Nelson (épisodes 1 à 12)
- Neal McDonough (VF : Bruno Dubernat) : Anders (épisodes 5 à 10)
- Karen Holness : Blythe Ann Workman
- Dean Marshall : Jae Workman
- Tom Stevens (VF : Yannick Blivet) : Trey

### Invités
- Zach McGowan (VF : Jérémie Covillault) : Roan (épisode 1)
- Sean Maguire (VF : Yann Sundberg) : Russell Lightbourne I (épisode 1)
- Dakota Daulby (VF : Florian Wormser) : Sheidheda (épisode 1)
- Erica Cerra (VF : Hélène Bizot) : Becca Franco (épisodes 2 et 8)
- Iola Evans (VF : Déborah Claude) : Callie Cadogan (épisodes 8 et 16)
- Adain Bradley : Reese (épisode 8)
- Leo Howard (VF : Gauthier Battoue) : August (épisode 8)
- Monique Ganderton (VF : Nathalie Régnier) : Aurora Blake (épisode 11)
- Sara Thompson (VF : Sarah Barzyk) : Josephine Lightbourne I (épisode 13)
- Alycia Debnam-Carey (VF : Sandra Valentin) : Lexa (épisode 16)
- Paige Turco (VF : Emmanuèle Bondeville) : Abigail « Abby » Griffin (épisode 16)

## Production

### Développement
Le 24 avril 2019, la série est renouvelée pour une septième saison.
Le 4 août 2019, le créateur Jason Rothenberg annonce sur son compte Twitter que la saison 7 sera la dernière.
Le tournage a débuté le 27 août 2019 et terminé le 4 mars 2020.

### Diffusions
Aux États-Unis, elle a été diffusée du 20 mai 2020 au 30 septembre 2020 sur The CW.
Au Canada, un nouvel épisode est disponible sur Netflix le lendemain de la diffusion américaine.
En France, elle est diffusée depuis le 6 octobre 2020 sur Syfy France.

## Liste des épisodes

### Épisode 1:Renaissance
- États-Unis : 20 mai 2020 sur The CW
- Canada : 21 mai 2020 sur Netflix
- France : 6 octobre 2020 sur Syfy France

- États-Unis : 796 000 téléspectateurs[4] (première diffusion)

- Zach McGowan : Roan
- Sean Maguire : Russell Lightbourne I
- Dakota Daulby : Sheidheda

### Épisode 2:Skyring
- États-Unis : 27 mai 2020 sur The CW
- Canada : 28 mai 2020
- France : 6 octobre 2020 sur Syfy France

- États-Unis : 757 000 téléspectateurs[5] (première diffusion)

- Erica Cerra : Becca Franco

### Épisode 3:Dieux factices
- États-Unis : 3 juin 2020 sur The CW
- Canada : 4 juin 2020 sur Netflix
- France : 13 octobre 2020 sur Syfy France

- États-Unis : 710 000 téléspectateurs[6] (première diffusion)

### Épisode 4:Les Hespérides
- États-Unis : 10 juin 2020 sur The CW
- Canada : 11 juin 2020 sur Netflix
- France : 13 octobre 2020 sur Syfy France

- États-Unis : 634 000 téléspectateurs[7] (première diffusion)

### Épisode 5:Bienvenue sur Bardo
- États-Unis : 17 juin 2020 sur The CW
- Canada : 18 juin 2020 sur Netflix
- France : 20 octobre 2020 sur Syfy France

- États-Unis : 682 000 téléspectateurs[8] (première diffusion)

### Épisode 6:Impasses
- États-Unis : 24 juin 2020 sur The CW
- Canada : 25 juin 2020 sur Netflix
- France : 20 octobre 2020 sur Syfy France

- États-Unis : 567 000 téléspectateurs[9] (première diffusion)

### Épisode 7:Échec et mat
- États-Unis : 1er juillet 2020 sur The CW
- Canada : 2 juillet 2020 sur Netflix
- France : 27 octobre 2020 sur Syfy France

- États-Unis : 642 000 téléspectateurs[10] (première diffusion)

Sur Sanctum, Sheidheda défie Murphy à une partie d'échecs, révélant que quelque chose de terrible est sur le point de se produire et offrant des informations si Murphy gagne. Cela s'avère être une distraction pour qu'Emori n'ait pas le soutien de Murphy dans son entreprise : elle organise une cérémonie pour réunir les Enfants de Gabriel avec leurs familles. Cependant, le père de Nelson l'attaque, obligeant Nelson à le tuer en état de légitime défense. Nelson se joint alors aux prisonniers d'Eligius pour prendre en charge le rassemblement avec les Enfants de Gabriel et Nikki déclare qu'ils doivent faire des demandes.

### Épisode 8:Anaconda
- États-Unis : 8 juillet 2020 sur The CW
- Canada : 9 juillet 2020 sur Netflix
- France : 27 octobre 2020 sur Syfy France

- États-Unis : 669 000 téléspectateurs[11] (première diffusion)

- Erica Cerra : Becca
- Iola Evans : Callie
- Adain Bradley : Reese
- Leo Howard : August

### Épisode 9:À genoux!
- États-Unis : 15 juillet 2020 sur The CW
- Canada : 16 juillet 2020 sur Netflix
- France : 3 novembre 2020 sur Syfy France

- États-Unis : 605 000 téléspectateurs[13] (première diffusion)

### Épisode 10:Une once de sacrifice
- États-Unis : 5 août 2020 sur The CW
- Canada : 6 août 2020 sur Netflix
- France : 3 novembre 2020 sur Syfy France

- États-Unis : 471 000 téléspectateurs[14] (première diffusion)

### Épisode 11:Etherea
- États-Unis : 12 août 2020 sur The CW
- Canada : 13 août 2020 sur Netflix
- France : 10 novembre 2020 sur Syfy France

- États-Unis : 581 000 téléspectateurs[15] (première diffusion)

Monique Ganderton : Aurora, la mère de Bellamy

### Épisode 12:Plier le genou ou mourir
- États-Unis : 19 août 2020 sur The CW
- Canada : 20 août 2020 sur Netflix
- France : 10 novembre 2020 sur Syfy France

- États-Unis : 541 000 téléspectateurs[16] (première diffusion)

### Épisode 13:Nouvelle éclipse
- États-Unis : 9 septembre 2020 sur The CW
- Canada : 10 septembre 2020 sur Netflix
- France : 17 novembre 2020 sur Syfy France

- États-Unis : 586 000 téléspectateurs[17] (première diffusion)

- Sara Thompson : Josephine Lightbourne I

### Épisode 14:Retour aux sources
- États-Unis : 16 septembre 2020 sur The CW
- Canada : 17 septembre 2020 sur Netflix
- France : 17 novembre 2020 sur Syfy France

- États-Unis : 632 000 téléspectateurs[18] (première diffusion)

### Épisode 15:La mort de la lumière
- États-Unis : 23 septembre 2020 sur The CW
- Canada : 24 septembre 2020 sur Netflix
- France : 24 novembre 2020 sur Syfy France

- États-Unis : 523 000 téléspectateurs[19] (première diffusion)

### Épisode 16:La dernière des guerres
- États-Unis : 30 septembre 2020 sur The CW
- Canada : 1er octobre 2020 sur Netflix
- France : 24 novembre 2020 sur Syfy France

- États-Unis : 614 000 téléspectateurs[20] (première diffusion)

- Paige Turco : Abigail « Abby » Griffin
- Alycia Debnam-Carey : Lexa

Il s'agit de l'épisode final de la série.